# Parevia unicolorata
Parevia unicolorata là một loài bướm đêm thuộc phân họ Arctiinae, họ Erebidae.